# Philodromus simoni
Philodromus simoni este o specie de păianjeni din genul Philodromus, familia Philodromidae, descrisă de Mello-leitao în anul 1929. Conform Catalogue of Life specia Philodromus simoni nu are subspecii cunoscute.